# Cottage Grove (Tennessee)
Pour les articles homonymes, voir Cottage Grove.
Cottage Grove est une municipalité américaine située dans le comté de Henry au Tennessee.
Selon le recensement de 2010, Cottage Grove compte 88 habitants. La municipalité s'étend sur 0,19 mille carré (0,49 km2).
La localiité est fondée au début du XIXe siècle. Elle porte un temps le nom de Todd Town, en l'honneur d'un commerçant local, Moses Todd. Elle est renommée en 1853, en référence à un cottage entouré d'un bosquet (en anglais : grove).